# Mariano Stendardo
Mariano Stendardo (Nápoles, Italia, 3 de mayo de 1977) es un exfutbolista italiano. Jugaba de defensa.

## Trayectoria
Stendardo se formó en las categorías inferiores del Napoli, club de su ciudad natal, junto a su hermano Guglielmo; debutó en el primer equipo napolitano en 2001.
En 2003 fue cedido a préstamo por un año al Taranto. Tras pasar por varios equipos de diferentes divisiones, en 2005 se ganó un puesto en el primer equipo del Bellaria Igea Marina de la Serie C2 (4.ª división italiana), cedido a préstamo por el Atalanta.
En 2007 fichó por el Messina de la Serie B, donde disputó una buena temporada, jugando 35 partidos y marcando dos goles. En 2008 pasó al Genoa, que lo cedió a préstamo al Grosseto y, el 10 de julio de 2009, al Salernitana.
Se retiró en 2021, y comenzó su carrera como entrenador.

## Clubes
| Club                                | País   | Año         |
| ----------------------------------- | ------ | ----------- |
| S. S. C. Napoli                     | Italia | 2001 - 2003 |
| Taranto Sport (cedido)              | Italia | 2003 - 2004 |
| U. S. Lecce                         | Italia | 2004        |
| Perugia Calcio                      | Italia | 2004 - 2005 |
| Atalanta B. C.                      | Italia | 2005        |
| A. C. Bellaria Igea Marina (cedido) | Italia | 2005 - 2006 |
| U. S. Cremonese (cedido)            | Italia | 2006 - 2007 |
| F. C. Messina                       | Italia | 2007 - 2008 |
| Genoa CFC                           | Italia | 2008        |
| U. S. Grosseto (cedido)             | Italia | 2008 - 2009 |
| Salernitana Calcio (cedido)         | Italia | 2009        |
| Genoa C. F. C.                      | Italia | 2010 - 2011 |
| Pisa Calcio                         | Italia | 2011        |
| Ternana Calcio                      | Italia | 2011 - 2012 |
| F. C. Treviso                       | Italia | 2012 - 2013 |
| A. C. Savoia 1908                   | Italia | 2013 - 2014 |
| S. S. Barletta Calcio               | Italia | 2014 - 2015 |
| S. S. Fidelis Andria                | Italia | 2015 - 2016 |
| Taranto F. C. 1927 (cedido)         | Italia | 2016 - 2017 |
| S. S. Matera Calcio                 | Italia | 2017 - 2019 |
| Paganese Calcio 1926                | Italia | 2019 - 2020 |
| Giugliano Calcio 1928               | Italia | 2020 - 2021 |